# Euploea melinda
Euploea melinda är en fjärilsart som beskrevs av Grose-smith 1894. Euploea melinda ingår i släktet Euploea och familjen praktfjärilar. Inga underarter finns listade i Catalogue of Life.